# Juan Liscano
Juan Liscano Velutini (Caracas, Venezuela, 7 de julio de 1915 - Caracas, Venezuela, 17 de febrero de 2001) fue un poeta, escritor, ensayista, editor e intelectual venezolano, de gran influencia cultural a mediados y finales del siglo XX, reconocido como folclorista, columnista y promotor cultural. 

## Biografía
Fue hijo de Juan Liscano Vargas y de Clementina Andrea Velutini Couturier. Su familia de origen corso contaba con bienes de fortuna. Parte de ella heredada de su abuelo, el general José Antonio Velutini Ron.  
Liscano quedó huérfano de padre a los tres años. Inició sus estudios en el colegio La Salle en Caracas, pero vive el resto de su infancia en Suiza, Bélgica y Francia. En Europa, el adolescente Liscano se forma en colegios de altísima calidad académica, destinados a la formación de las élites de estos países. Durante este periodo se aficiona a la literatura y se apasiona por el fútbol.
Cuando fallece su padrastro, Luis Gregorio Chacín Itriago, en 1934 y un año antes de la muerte del dictador Juan Vicente Gómez, Juan Liscano regresa a Caracas junto a su madre y sus hermanos. Con 19 años ingresa a la Universidad Central de Venezuela donde dio los primeros pasos como periodista en la revista Acción Estudiantil y se dedicó a la lucha política y a una labor intelectual que cada día se tornó más fecunda.
Se casó con Josefina Soto Silva, con quien tuvo tres hijos: Clementina, Isabel y Juan Carlos.
Su vena poética se desarrolla durante el confinamiento voluntario en la Colonia Tovar. Para el escritor, “la literatura es un medio de conocimiento del hombre. Es una forma de acercarse por una vía interior a la verdadera transformación del ser humano”. El poeta Rafael Arráiz Lucca, en la edición de Obra poética completa (1939-1999), que reúne toda la poesía de Juan Liscano (Caracas, 1915-2001) editada por la Fundación para la Cultura Urbana en 2007, destaca “cuatro ejes obsesivos” en la obra del autor: lo americano, lo erótico cósmico, lo trascendente y lo apocalíptico-ecológico. 
Pero Liscano no solo destacó por su poesía, sus trabajos abarcan también el ensayo histórico, el político, el literario, el antropológico, los artículos periodísticos. En 1938, jugó un papel fundamental en el inicio de los estudios folclóricos y etnomusicológicos venezolanos con la ayuda de su madre Clementina Velutini.
En los años cuarenta del siglo XX, Liscano fue editor de la revista Aravenei de la Ford Motor Company de Venezuela, funda la revista Cubagua y el boletín Presente. Más tarde funda el grupo Summa, del cual derivó una publicación, la cual dirigió hasta que los miembros del grupo decidieron terminar con el proyecto. Luego, Liscano decidió transformar Summa en una editorial y librería, mantiene sus escritos desde la dirección del periódico Ahora. Continúa como periodista del campo cultural en el diario El Nacional, es el primer  director de El Papel Literario en 1943. Durante el primer gobierno de Acción Democrática hasta 1948, se desempeñó como presidente del  Servicio de Investigaciones Foklóricas Nacionales y se dedicó junto a los etnomusicólogos Luis Felipe Ramón y Rivera e Isabel Aretz al rescate de las tradiciones culturales del pueblo venezolano. Fue el organizador del Festival de la Tradición llevado a cabo en el Nuevo Circo de Caracas entre el 17 y 21 de febrero de 1948 en ocasión de la ascensión al poder del escritor Rómulo Gallegos. 
Ya con una reconocida obra literaria recibió en 1951, el Premio Nacional de Literatura. De su producción poética se recuerda Nuevo Mundo Orinoco ambicioso "poemarío" según algunos críticos, que se inscribe en la tendencia de Alturas de Machu Picchu de Pablo Neruda y Piedra de Sol de Octavio Paz.
Liscano demostró entereza y gallardía en los años 50 del siglo XX cuando como pocos intelectuales reconocidos, acompañó a Leonardo Ruiz Pineda en la resistencia clandestina contra la dictadura de Marcos Pérez Jiménez, debiendo por ello partir a México en 1953.
En los años sesenta, entabla una agria polémica con la izquierda venezolana que entonces postulaba la lucha armada para tomar el poder , señaló que “Betancourt provocó verbalmente a la izquierda marxista y esta respondió saliendo a la calle a tirar piedras” [Pensar a Venezuela, 278 páginas]. Liscano fustigaba en sus artículos semanales lo que, según confiesa en su libro de memorias, consideraba “el absurdo (…) la carencia de base doctrinaria y dialéctica de esa insurgencia”.
Su postura lo distanció de la intelectualidad progresista de izquierda en la época. “Fui acosado y marginado en un ghetto”, y puntualizó: “yo no condené esa violencia en nombre del capitalismo, sino en nombre de su propia inconsistencia”.
También se abocó, en distintos momentos de su creación intelectual, a criticar a profundidad el modelo consumista y de banalidad de la industria cultural del entretenimiento.
En los años setenta dirigió la comisión organizadora del Consejo Nacional de la Cultura (CONAC), y presidió Monte Ávila Editores entre 1979 y 1984. Fue el fundador y editor de la revista Zona Franca, importante publicación literaria de alcance latinoamericano. 
En los inicios de los años 90, se involucra políticamente en la constitución del opositor Frente Patriótico, en el marco del descontento producido por el segundo gobierno de Carlos Andrés Pérez.
En la revista “Del día y la hora”, publica polémicos artículos acerca de su postura ante la civilización y la política, cuestionando que se dé prioridad al asunto económico para la formación del "hombre nuevo". Si bien admite la necesidad de reformas sociales, insiste en que para llegar el hombre nuevo “no basta con comer mejor”, el único camino es “la literatura y la cultura al servicio de ese cambio”. Esta propuesta contiene verdades, pero requiere de otras condiciones, como el enfrentamiento a los factores de disolución de la espiritualidad y la bondad humana: la maquinaria del capitalismo.
Según Liscano “El único camino para lograr un hombre nuevo es la vía interior, el conocimiento propio, la literatura y la cultura al servicio de ese cambio. No basta con comer mejor. Están bien las reformas sociales(…)Pero la cuestión económica no es la decisiva en la búsqueda de un hombre nuevo. La civilización del confort norteamericano ha producido una literatura nihilista y una juventud indiferente. El ocio significa para algunos la desesperación. En algunas sociedades se ha resuelto el problema económico y no ha desaparecido el malestar, al contrario, se ha planteado la cuestión metafísica, el por qué del hombre(…)La cuestión social, con ser importante no lo es todo(…)La literatura es un medio de conocimiento del hombre. Es una forma de acercarse por una vía interior a la verdadera transformación del ser humano(…)Veinte siglos de civilización se han resumido en la construcción de la Bomba Atómica ¿Hay mayor ironía que el progreso técnico coloque al hombre al borde de la destrucción?” (Juan Liscano Liscano; Entrevista publicada en ‘Del día y la hora’/fuente: http://gumilla.org)
En 1990 Liscano integra el grupo de Los Notables, donde se encontraban intelectuales como Arturo Uslar Pietri, Ernesto Mayz Vallenilla y empresarios como Reinaldo Cervini o Concho Quijada; evidenciando el malestar nacional por el desgaste del modelo democrático y la adopción de políticas neoliberales que beneficiaban exclusivamente a las transnacionales.

## Obras

### Poesía
- 1942: Contienda
- 1947: Rito de sombra
- 1949: Humano destino
- 1954: Tierra muerta de sed
- 1959: Nuevo mundo Orinoco
- 1966: Cármenes
- 1969: Edad obscura
- 1971: Los nuevos días
- 1979: Rayo que al alcanzarme
- 1981: Fundaciones
- 1982: Myēsis
- 1986: Vencimiento
- 1990: Los fuegos apagados
- 1991: El origen sigue siendo
- Antologías
- 1982: Sucesos. Edición de bibliofilia ilustrada con dos aguafuertes originales de Elsa Soibelman. Tirada de solo 75 ejemplares.
- 1968: Nombrar contra el tiempo. Antología
- 1990: Antología poética
- 2006: Obra poética completa
- 2017: Poesía selecta

### Ensayo
- 1953: Caminos de la prosa
- 1961: Rómulo Gallegos y su tiempo
- 1973: Panorama de la literatura venezolana actual
- 1974: Aproximación a Yugoslavia
- 1976: Espiritualidad y literatura: una relación tormentosa de amor
- 1980: El horror por la historia
- 1983: Descripciones
- 1985: Lecturas de poetas y poesía
- 1988: Los mitos de la sexualidad en Oriente y Occidente
- 1993: La tentación del caos
- 1995: Nuevas tecnologías y capitalismo salvaje